# Кафе «Мінамдан»
Кафе «Мінамдан» (кор. 미남당) — це південнокорейський телесеріал, що розповідає про колишнього поліцейського-профайлера Нам Хан Джуна, що став шаманом, і поліцейську Хан Че Хі, що є головою команди з відділу тяжких злочинів, які намагаються зловити таємничого серійного вбивцю. Серіал заснований на популярному вебромані «Мінамдан: Записник справ» автора Чон Че Хана, який викладався на платформі Kakao Page. Він виходив на телеканалі KBS2 щопонеділка і щовівторка з 27 червня 2022 по 23 серпня 2022. У головних ролях Со Ін Гук, О Йон Со, Квак Сі Ян, Кан Мі На, Квон Су Хьон та Пек Со Ху.

## Сюжет
Кілька років тому профайлер Нам Хан Джун із своїми другом-прокурором Хан Че Джон розслідували справу серійного вбивці, проте Хан Че Джон стає жертвою серійного вбивці, а Нам Хан Джуна звинувачуюють в підробці документів і звільнення з під варти підозрюваного, що міг бути серійним вбивцею. Після звільнення із в'язниці Нам Хан Джун разом зі своїми знайомим започатковує кафе «Мінамдам», який для звичайних відвідувачів працює як кафе, а для інших відвідувачів таємно проводить шаманські зустрічі, де використовуючи свої навики профілювання допомагає людям. Проте головна мета створення кав'ярні є зловити серійного вбивцю, який вбив Хан Че Джон і має стосунок до корейського шаманізму. У той же час діяльність Нам Хан Джуна перетинається з діяльність поліції, а саме 7-м відділом розслідування особливо тяжких злочинів на чолі з Хан Че Хі. Вона зі свого боку має неприязні відносини до діяльності Нам Хан Джуна, однак за обставинами долі вони постійно перетинаються під час розслідуванні справ та мають на меті одне — спіймати серійного вбивцю.

## Акторський склад

### Головні ролі
- Со Ін Гук як Нам Хан Джун[7][8]

Колишній поліцейський і профайлер, якого несправлидво звинуватили за підробку документів і звельнення потенційного серійного вбивцю. За це він відсидів ув'язниці, після чого став шаманом у кафе «Мінамдам». Зараз він намагається зловити серійного вбивцю Копурі, який вбив його друга-прокурора Хан Че Джона.
- О Йон Со як Хан Че Хі[7][8]
  - Кім Мін Со як Хан Че Хі у дитинстві

Сестра прокурора Хан Че Джон, яка стала поліцейською і тепер є головою сьомого відділу розслідування особливо тяжких злочинів. У дитинстві вона була закохана в Нам Хан Джуна, проте зараз відчкває неприязнь до нього, бо вважає, що він справді підроби документи і випустив на волю серійного вбивцю, що вбив її брата. Вона також хоче зловити серійного вбивцю, як і Хан Джун.
- Квак Сі Ян як Кон Су Чхоль[7][8]

Колишній поліцейський, що раніше працював разом з Нам Хан Джун. Тепер працює як бариста в кафе «Мінамдам» та виїжджає разом із Нам Хан Джоном на завдання.  
- Кан Мі На як Нам Хє Джун[7][8]

Сестра Нам Хан Джуна. Вона була колишнім асом НРС, проте тепер вона працює хакером, що збирає необхідно інформацію про клієнті Нам Хан Джуна або допомагає під час завдань, на які виїжджає Хан Джун.
- Квон Су Хьон як Ча То Вон[7][8]

Він є розумним і багатим прокурором із віділлу Кримінальних справ Прокурорського офісу Західного району. То Вон є другом Хан Че Хі, який підтримує її у складні часи, а також час від часу надає їй необхідні документи для проведення поліцейського розслідування. Він має почуття до Че Хі. 
- Пек Со Ху як Чо На Дан[7][8]

Він є офіціантом на неповний робочий день. На Дан приєднався до Нам Хан Джун, коли Нам Хан Джун і Кон Су Чхоль врятували його разом із його другом від банди, що вимагала гроші з них. 

### Другорядні ролі

#### Сьомий відділ розслідування особливо тяжких злочинів
- Чон Ман Сік як Чан Ту Джін[7][8]
- Хо Че Хо як Кім Сан Хьоп
- Чон Ха Джун як Ні Кван Тхе[7][8]

#### Інші
- Чон Ин Пхьо як Кім Чхоль Гин[7][8]
- Хван У Силь Хє як Лі Мін Гьон[7][8]
- Пек Син Ік як Пак Чін Сан
- Кім Пьон Сун як Пак Тон Гі
- Лі Че Ун як Ча Син Вон
- Чон Та Ин як тітонька Ім
- Вон Хьон Джун як Ку Те Су

## Оригінальні звукові доріжки

### Повний альбом
| Minamdang (Original Television Soundtrack) | Minamdang (Original Television Soundtrack)               | Minamdang (Original Television Soundtrack) | Minamdang (Original Television Soundtrack) | Minamdang (Original Television Soundtrack) | Minamdang (Original Television Soundtrack) |
| #                                          | Назва                                                    | Автор слів                                 | Автор музики                               | Виконавець                                 | Тривалість                                 |
| ------------------------------------------ | -------------------------------------------------------- | ------------------------------------------ | ------------------------------------------ | ------------------------------------------ | ------------------------------------------ |
| 1.                                         | «Ghost Buster»                                           | Чо Кван Іль                                | Со Ссіне                                   | Чо Кван Іль                                | 3:00                                       |
| 2.                                         | «Stay Awake»                                             | SFaceG, Lizlee, Dosi, LoveSong             | SFaceG, Lizlee                             | Нам Йон Джу                                | 2:30                                       |
| 3.                                         | «Endless Night» (끝나지 않는 밤)                         | Со Ссіне                                   | Со Ссіне                                   | Рейна                                      | 4:13                                       |
| 4.                                         | «The dance of Minamdang» (부채춤을 춘다)                 | Лі Чон Су, Landscape                       | Лі Чон Су, Landscape                       | Коніа, Ю Тхепхьонян                        | 3:14                                       |
| 5.                                         | «Stay Here»                                              | Со Ссіне                                   | Со Ссіне                                   | MORE                                       | 3:18                                       |
| 6.                                         | «I like you» (너를 좋아해)                               | Со Ссіне                                   | Со Ссіне                                   | Со Ін Гук                                  | 2:58                                       |
| 7.                                         | «Still with you»                                         | Со Ссіне                                   | Со Ссіне                                   | Суа (з Dreamcatcher)                       | 3:06                                       |
| 8.                                         | «Ghost Buster (Inst.)»                                   |                                            | Со Ссіне                                   | Чо Кван Іль                                | 3:00                                       |
| 9.                                         | «Stay Awake (Inst.)»                                     |                                            | SFaceG, Lizlee                             | Нам Йон Джу                                | 2:30                                       |
| 10.                                        | «Endless Night (Inst.)» (끝나지 않는 밤 (Inst.))         |                                            | Со Ссіне                                   | Рейна                                      | 4:13                                       |
| 11.                                        | «The dance of Minamdang (Inst.)» (부채춤을 춘다 (Inst.)) |                                            | Лі Чон Су, Landscape                       | Коніа, Ю Тхепхьонян                        | 3:14                                       |
| 12.                                        | «Stay Here (Inst.)»                                      |                                            | Со Ссіне                                   | MORE                                       | 3:18                                       |
| 13.                                        | «I like you (Inst.)» (너를 좋아해 (Inst.))               |                                            | Со Ссіне                                   | Со Ін Гук                                  | 2:58                                       |
| 14.                                        | «Still with you (Inst.)»                                 |                                            | Со Ссіне                                   | Суа (з Dreamcatcher)                       | 3:06                                       |
| 15.                                        | «Ready For Battle»                                       |                                            | Кім Самуель                                | Кім Самуель                                | 2:15                                       |
| 16.                                        | «The Notorious Gunslinger»                               |                                            | Кім Самуель                                | Кім Самуель                                | 2:34                                       |
| 17.                                        | «Thief Chase»                                            |                                            | Кім Хо Джун                                | Кім Хо Джун                                | 2:09                                       |
| 18.                                        | «Tracer»                                                 |                                            | Кім Хо Джун                                | Кім Хо Джун                                | 1:54                                       |
| 19.                                        | «Walker»                                                 |                                            | Кім Хо Джун                                | Кім Хо Джун                                | 1:31                                       |
| 20.                                        | «Hungry Rock»                                            |                                            | Со Сон Вон                                 | Со Сон Вон                                 | 2:48                                       |
| 21.                                        | «Crab Clap»                                              |                                            | Сон Чхан Док                               | Сон Чхан Док                               | 1:56                                       |
| 22.                                        | «Secret society»                                         |                                            | Сон Чхан Док                               | Сон Чхан Док                               | 3:39                                       |
| 23.                                        | «Curious joon»                                           |                                            | Ян Сон У                                   | Ян Сон У                                   | 1:38                                       |
| 24.                                        | «BlackMoney»                                             |                                            | Лі Іль Хо                                  | Лі Іль Хо                                  | 2:34                                       |
| 25.                                        | «HARU»                                                   |                                            | Лі Іль Хо                                  | Лі Іль Хо                                  | 1:31                                       |
| 26.                                        | «4MAN»                                                   |                                            | Лі Чон Су                                  | Лі Чон Су                                  | 3:31                                       |
| 27.                                        | «Master of JJamppong»                                    |                                            | Лі Чон Су                                  | Лі Чон Су                                  | 3:42                                       |

### Альбом частинами
| Minamdang (Original Television Soundtrack), Part 1 | Minamdang (Original Television Soundtrack), Part 1 | Minamdang (Original Television Soundtrack), Part 1 | Minamdang (Original Television Soundtrack), Part 1 | Minamdang (Original Television Soundtrack), Part 1 | Minamdang (Original Television Soundtrack), Part 1 |
| #                                                  | Назва                                              | Автор слів                                         | Автор музики                                       | Виконавець                                         | Тривалість                                         |
| -------------------------------------------------- | -------------------------------------------------- | -------------------------------------------------- | -------------------------------------------------- | -------------------------------------------------- | -------------------------------------------------- |
| 1.                                                 | «Ghost Buster»                                     | Чо Кван Іль                                        | Со Ссіне                                           | Чо Кван Іль                                        | 3:00                                               |
| 2.                                                 | «Ghost Buster (Inst.)»                             |                                                    | Со Ссіне                                           | Чо Кван Іль                                        | 3:00                                               |

| Minamdang (Original Television Soundtrack), Part 2 | Minamdang (Original Television Soundtrack), Part 2 | Minamdang (Original Television Soundtrack), Part 2 | Minamdang (Original Television Soundtrack), Part 2 | Minamdang (Original Television Soundtrack), Part 2 | Minamdang (Original Television Soundtrack), Part 2 |
| #                                                  | Назва                                              | Автор слів                                         | Автор музики                                       | Виконавець                                         | Тривалість                                         |
| -------------------------------------------------- | -------------------------------------------------- | -------------------------------------------------- | -------------------------------------------------- | -------------------------------------------------- | -------------------------------------------------- |
| 1.                                                 | «Stay Awake»                                       | SFaceG, Lizlee, Dosi, LoveSong                     | SFaceG, Lizlee                                     | Нам Йон Джу                                        | 2:30                                               |
| 2.                                                 | «Stay Awake (Inst.)»                               |                                                    | SFaceG, Lizlee                                     | Нам Йон Джу                                        | 2:30                                               |

| Minamdang (Original Television Soundtrack), Part 3 | Minamdang (Original Television Soundtrack), Part 3 | Minamdang (Original Television Soundtrack), Part 3 | Minamdang (Original Television Soundtrack), Part 3 | Minamdang (Original Television Soundtrack), Part 3 | Minamdang (Original Television Soundtrack), Part 3 |
| #                                                  | Назва                                              | Автор слів                                         | Автор музики                                       | Виконавець                                         | Тривалість                                         |
| -------------------------------------------------- | -------------------------------------------------- | -------------------------------------------------- | -------------------------------------------------- | -------------------------------------------------- | -------------------------------------------------- |
| 1.                                                 | «Endless Night» (끝나지 않는 밤)                   | Со Ссіне                                           | Со Ссіне                                           | Рейна                                              | 4:13                                               |
| 2.                                                 | «Endless Night (Inst.)» (끝나지 않는 밤 (Inst.))   |                                                    | Со Ссіне                                           | Рейна                                              | 4:13                                               |

| Minamdang (Original Television Soundtrack), Part 4 | Minamdang (Original Television Soundtrack), Part 4       | Minamdang (Original Television Soundtrack), Part 4 | Minamdang (Original Television Soundtrack), Part 4 | Minamdang (Original Television Soundtrack), Part 4 | Minamdang (Original Television Soundtrack), Part 4 |
| #                                                  | Назва                                                    | Автор слів                                         | Автор музики                                       | Виконавець                                         | Тривалість                                         |
| -------------------------------------------------- | -------------------------------------------------------- | -------------------------------------------------- | -------------------------------------------------- | -------------------------------------------------- | -------------------------------------------------- |
| 1.                                                 | «The dance of Minamdang» (부채춤을 춘다)                 | Лі Чон Су, Landscape                               | Лі Чон Су, Landscape                               | Коніа, Ю Тхепхьонян                                | 3:14                                               |
| 2.                                                 | «The dance of Minamdang (Inst.)» (부채춤을 춘다 (Inst.)) |                                                    | Лі Чон Су, Landscape                               | Коніа, Ю Тхепхьонян                                | 3:14                                               |

| Minamdang (Original Television Soundtrack), Part 5 | Minamdang (Original Television Soundtrack), Part 5 | Minamdang (Original Television Soundtrack), Part 5 | Minamdang (Original Television Soundtrack), Part 5 | Minamdang (Original Television Soundtrack), Part 5 | Minamdang (Original Television Soundtrack), Part 5 |
| #                                                  | Назва                                              | Автор слів                                         | Автор музики                                       | Виконавець                                         | Тривалість                                         |
| -------------------------------------------------- | -------------------------------------------------- | -------------------------------------------------- | -------------------------------------------------- | -------------------------------------------------- | -------------------------------------------------- |
| 1.                                                 | «Stay Here»                                        | Со Ссіне                                           | Со Ссіне                                           | MORE                                               | 3:18                                               |
| 2.                                                 | «Stay Here (Inst.)»                                |                                                    | Со Ссіне                                           | MORE                                               | 3:18                                               |

| Minamdang (Original Television Soundtrack), Part 6 | Minamdang (Original Television Soundtrack), Part 6 | Minamdang (Original Television Soundtrack), Part 6 | Minamdang (Original Television Soundtrack), Part 6 | Minamdang (Original Television Soundtrack), Part 6 | Minamdang (Original Television Soundtrack), Part 6 |
| #                                                  | Назва                                              | Автор слів                                         | Автор музики                                       | Виконавець                                         | Тривалість                                         |
| -------------------------------------------------- | -------------------------------------------------- | -------------------------------------------------- | -------------------------------------------------- | -------------------------------------------------- | -------------------------------------------------- |
| 1.                                                 | «I like you» (너를 좋아해)                         | Со Ссіне                                           | Со Ссіне                                           | Со Ін Гук                                          | 2:58                                               |
| 2.                                                 | «I like you (Inst.)» (너를 좋아해 (Inst.))         |                                                    | Со Ссіне                                           | Со Ін Гук                                          | 2:58                                               |

| Minamdang (Original Television Soundtrack), Part 7 | Minamdang (Original Television Soundtrack), Part 7 | Minamdang (Original Television Soundtrack), Part 7 | Minamdang (Original Television Soundtrack), Part 7 | Minamdang (Original Television Soundtrack), Part 7 | Minamdang (Original Television Soundtrack), Part 7 |
| #                                                  | Назва                                              | Автор слів                                         | Автор музики                                       | Виконавець                                         | Тривалість                                         |
| -------------------------------------------------- | -------------------------------------------------- | -------------------------------------------------- | -------------------------------------------------- | -------------------------------------------------- | -------------------------------------------------- |
| 1.                                                 | «Still with you»                                   | Со Ссіне                                           | Со Ссіне                                           | Суа (з Dreamcatcher)                               | 3:06                                               |
| 2.                                                 | «Still with you (Inst.)»                           |                                                    | Со Ссіне                                           | Суа (з Dreamcatcher)                               | 3:06                                               |

## Рейтинги
Найнижчі рейтинги позначені синім кольором, а найвищі — червоним кольором.
| Серія            | Дата показу      | Середнє значення кількості переглядів | Середнє значення кількості переглядів | Середнє значення кількості переглядів |
| Серія            | Дата показу      | Nielsen Korea                         | Nielsen Korea                         | TNmS                                  |
| Серія            | Дата показу      | Загальнонаціональні                   | Сеул                                  | Загальнонаціональні                   |
| ---------------- | ---------------- | ------------------------------------- | ------------------------------------- | ------------------------------------- |
| 1                | 27 червня 2022   | 5,7 %                                 | 5,7 %                                 | 5,3 %                                 |
| 2                | 28 червня 2022   | 5,6 %                                 | 5,3 %                                 | 5,0 %                                 |
| 3                | 4 липня 2022     | 5,6 %                                 | 5,6 %                                 | Н/Д                                   |
| 4                | 5 липня 2022     | 5,7 %                                 | 5,8 %                                 | 4,4 %                                 |
| 5                | 11 липня 2022    | 4,8 %                                 | 4,6 %                                 | 4,6 %                                 |
| 6                | 12 липня 2022    | 4,2 %                                 | 4,1 %                                 | 4,5 %                                 |
| 7                | 18 липня 2022    | 4,5 %                                 | 4,3 %                                 | Н/Д                                   |
| 8                | 19 липня 2022    | 5,0 %                                 | 4,8 %                                 | 3,9 %                                 |
| 9                | 25 липня 2022    | 4,5 %                                 | 4,6 %                                 | Н/Д                                   |
| 10               | 26 липня 2022    | 5,5 %                                 | 5,7 %                                 | Н/Д                                   |
| 11               | 1 серпня 2022    | 4,1 %                                 | 4,1 %                                 | Н/Д                                   |
| 12               | 2 серпня 2022    | 4,7 %                                 | 4,5 %                                 | 4,0 %                                 |
| 13               | 8 серпня 2022    | 3,7 %                                 | Н/Д                                   | Н/Д                                   |
| 14               | 9 серпня 2022    | 4,3 %                                 | Н/Д                                   | Н/Д                                   |
| 15               | 15 серпня 2022   | 4,5 %                                 | 4,4 %                                 | Н/Д                                   |
| 16               | 16 серпня 2022   | 5,0 %                                 | 4,8 %                                 | 4,3 %                                 |
| 17               | 22 серпня 2022   | 5,0 %                                 | 5,1 %                                 | Н/Д                                   |
| 18               | 23 серпня 2022   | 5,7 %                                 | 5,6 %                                 | 4,2 %                                 |
| Середнє значення | Середнє значення | 4,9 %                                 | Н/Д                                   | Н/Д                                   |